# Benedetto Gennari el Joven

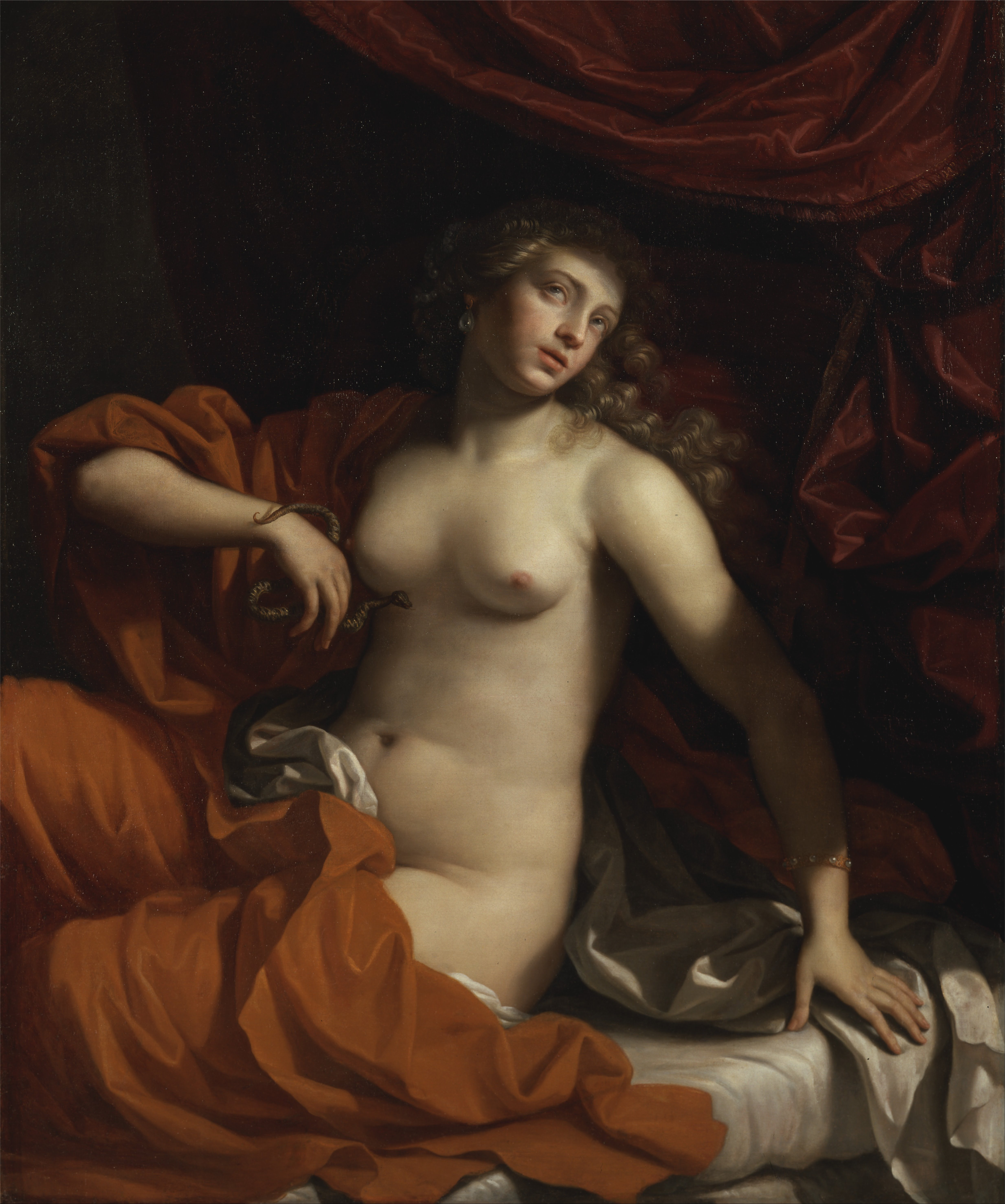
Cleopatra.

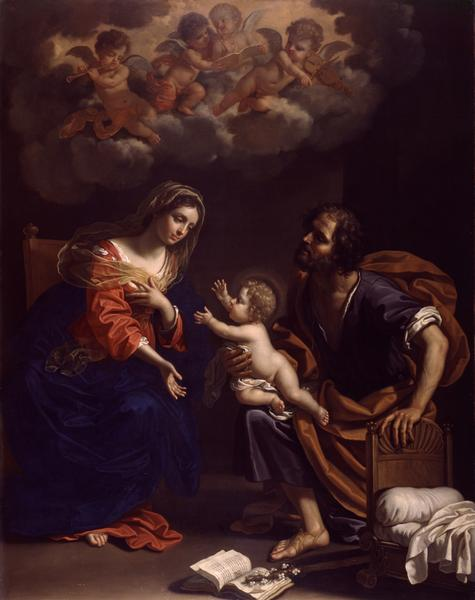
Sagrada Familia.

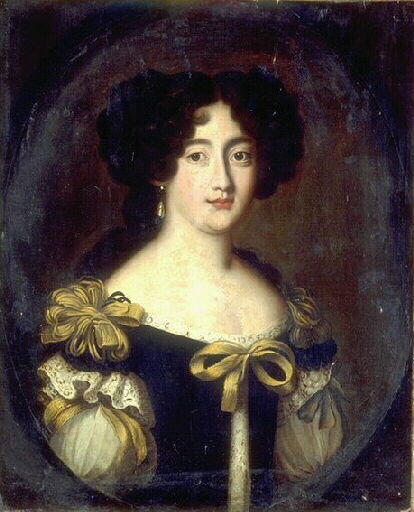
Hortense Mancini, duquesa de Mazarino.

Benedetto Gennari el Joven (Cento, bautizado el 19 de octubre de 1633 - Bolonia, 9 de diciembre de 1715), conocido así para distinguirlo de su abuelo del mismo nombre, fue un pintor italiano activo durante el Barroco.

## Biografía
Perteneciente a una dinastía de pintores, era nieto de Benedetto Gennari el Viejo e hijo de Ercole Gennari y Lucia Barbieri, la hermana del Guercino. Se formó en el taller del famoso maestro; en consecuencia su estilo siempre estuvo muy cerca del de Barbieri. A la muerte de éste heredó sus bienes y la dirección de su estudio junto a su hermano Cesare.
Personaje de espíritu inquieto, su admiración por el Rey Sol le impulsó a viajar a París (marzo de 1672). La nobleza francesa le acogió con los brazos abiertos, y la multitud de encargos le animó a prologar su estancia. En septiembre de 1674 marchó a Londres, donde se convirtió en pintor de cámara del rey Carlos II de Inglaterra y de su sucesor Jacobo II. Pintó escenas alegóricas y mitológicas, y sobre todo retratos. Catalina de Braganza y María de Módena, esposas católicas de reyes oficialmente protestantes, usaron sus servicios para conseguir obras de arte destinadas a su devoción particular. Gennari tuvo que abandonar Inglaterra cuando el rey Jacobo fue destronado; le siguió con la corte a Saint-Germain-en-Laye (1689). Sin embargo, en 1692 ya estaba de vuelta en Bolonia.
Benedetto fue un excepcional retratista, que supo desarrollar con el tiempo un estilo muy alejado de los postulados aprendidos en la escuela de Guercino. En la fase madura de su estilo llegó a adquirir características propias incluso del arte del norte de Europa, que pudo conocer gracias a sus viajes. En 1709 fue uno de los miembros fundadores de la Accademia Clementina.

## Obras destacadas
- Retrato de Guercino (Pinacoteca Nacional de Bolonia)
- Santa Clara toma los hábitos (1656-57, Santa Chiara, Pieve di Cento)
- Cleopatra (Yale Center for British Art, New Haven)
- Historias de las Metamorfosis de Ovidio (Hampton Court, Londres)
- Retrato de Hortense Mancini, duquesa de Mazarino (1674, Musée des Beaux-Arts, Valenciennes)
- Anunciación (1675, Cassa di Risparmio, Cento)
- Rinaldo y Armida (1676-78, Colección privada)
- Sagrada Familia (1682, Birmingham Museum Art Gallery)
- Joven pastor durmiente sorprendido por dos mujeres (Royal Collection)
- Muerte de Cleopatra (1686, Victoria Art Gallery, Bath)
- Retrato de Jacobo II de Inglaterra (1686, Colección privada, NY)
- Retrato de Nathaniel Cholmley (1687, Ferens Art Gallery, Hull)
- Anunciación (1686, Ringling Museum, Sarasota)
- Elizabeth Panton como Santa Catalina (1689, Tate Gallery, Londres)
- María de Modena y su hijo Jacobo III Estuardo (1690, Pinacoteca Cívica, Modena)
- Teseo y las hijas de Minos (1702, Kunsthistorisches Museum, Viena)
- Le Miracle de saint François-Xavier (Iglesia Saint-François-Xavier, Paris)